# Proscyllium magnificum
Proscyllium magnificum  (лат.) — вид хрящевых рыб рода полосатых акул семейства полосатых кошачьих акул отряда кархаринообразных. Обитает в Индийском океане на континентальном шельфе. Максимальная зафиксированная длина 49 см. У этих акул тонкое удлинённое тело, покрытое многочисленными тёмными пятнышками, и короткая, приплюснутая голова. Не является объектом коммерческого промысла. Вид известен всего по 5 экземплярам.

## Таксономия
Вид впервые описан в 2004 году. Голотип представляет собой самца длиной 51,3 см. Голотип представляет собой самку длиной 48,8 см, пойманную в 1989 году в Андаманском море. Паратипы: самки длиной 46,6 см и 46,5 и самец длиной 49 см, пойманные там же и тогда же. Видовой эпитет происходит от слова лат. magnificus  — «великолепный». Он был дан виду за необычный и красивый окрас. 

## Ареал
Proscyllium magnificum являются эндемиками Андаманского моря и встречаются у побережья Мьянмы на глубине 141—144 м у края континентального шельфа.

## Описание
У Proscyllium magnificum тонкое вытянутое тело и короткая, приплюснутая голова. Рот образует широкую арку. По углам рта имеются очень короткие губные борозды. Крупные овальные глаза вытянуты о горизонтали и оснащены мигательными мембранами. Под глазами имеются выступы. Ноздри обрамлены кожными лоскутами. Зубы мелкие, у самцов с тремя, а у самок с  пятью остриями. Центральное остриё самое крупное. На верхней челюсти имеется 80 зубов, которые видны даже тогда, когда рот закрыт. Имеются 5 пар жаберных щелей. Жаберные дуги покрыты папиллами. 
Спинные плавники имеют форму треугольника с закруглённой вершиной. Каудальные края немного вогнуты. Основание первого спинного плавника лежит перед основанием брюшных плавников. Первый спинной плавник немного крупнее второго, основание которого находится над основанием анального плавника. Анальный плавник существенно меньше обоих спинных плавников. Хвостовой плавник широкий с едва развитой нижней лопастью. Кожу покрывают перекрывающие друг друга кожные зубчики. Основной окрас коричневатого цвета, по этому фону разбросаны многочисленные тёмные пятна. Брюхо беловатое или серое.

## Биология
О биологии этих акул почти ничего неизвестно. Самцы достигают половой зрелости при длине около 47 см.

## Взаимодействие с человеком
Вид не представляет опасности для человека. Коммерческой ценности не имеет. Международный союз охраны природы  пока не оценил статус сохранности этого вида.